# Titolo di città in Finlandia

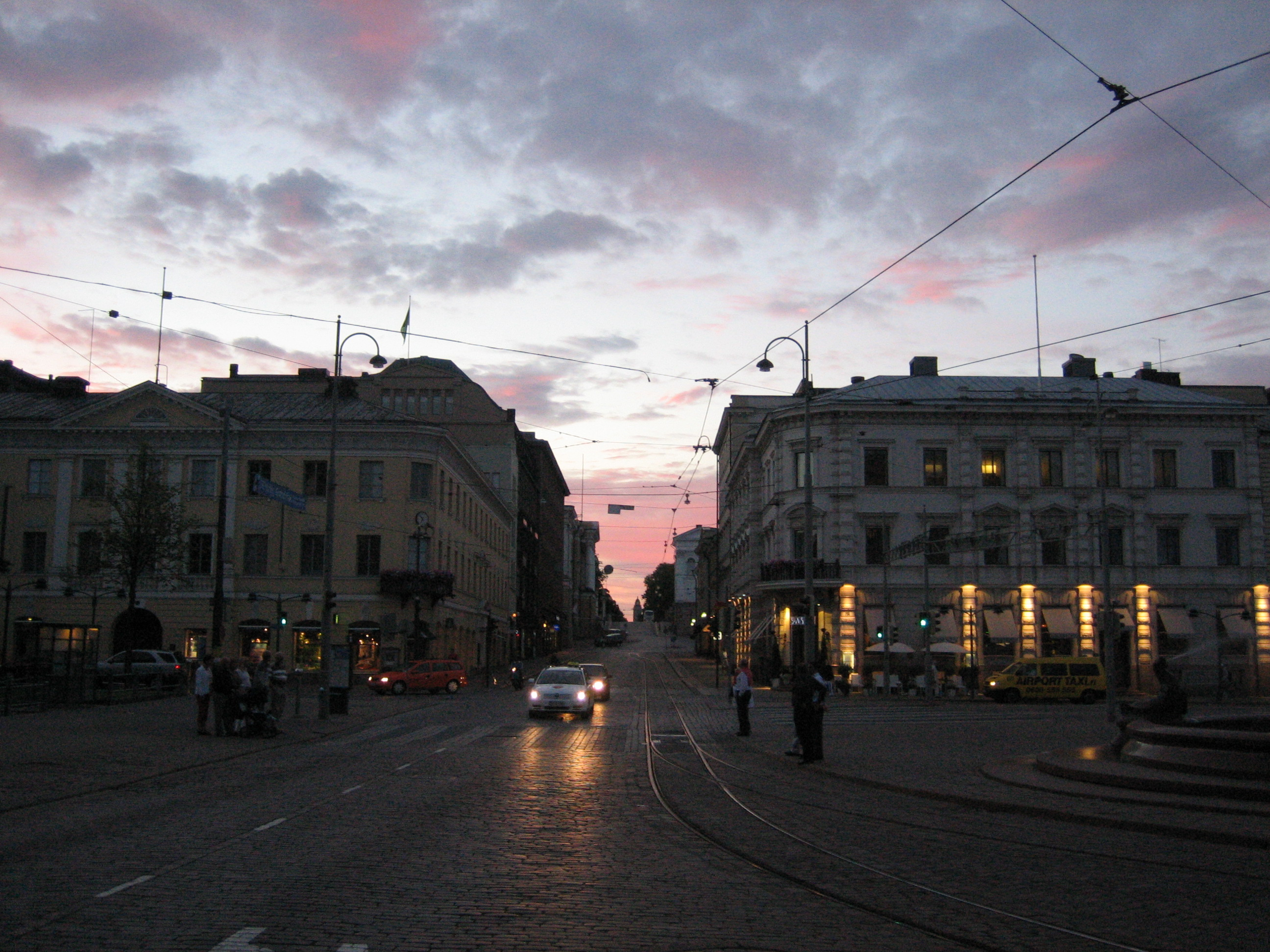
Helsinki è la capitale della Finlandia. È anche la città più grande e con il più alto tasso di crescita della nazione.

Il titolo di città della Finlandia (Kaupunki) è assegnato ufficialmente ad alcuni comuni con densità di popolazione elevata. L'istituto nazionale di statistica (Tilastokeskus) definisce la città nel seguente modo: "Un comune può essere definito città se almeno il 90% della popolazione o almeno 15 000 dei suoi abitanti risiedano in un'area densamente popolata". In origine le uniche città con una cattedrale erano Åbo e, successivamente, Vyborg, e solo nell’Ottocento i criteri d’inclusione divennero più ampi. Fino al 1977 la città era anche un'entità amministrativa con diritti e doveri che i comuni non avevano, ma tale differenza non esiste più.
In Finlandia la maggior parte delle città sono piccole. Il termine metropoli, ovviamente nella scala delle dimensioni della popolazione finlandese, può essere usato solo per le città di Helsinki, Tampere, Turku, Oulu, Espoo e Vantaa.
Una classificazione dei comuni in funzione delle dimensioni della popolazione può essere la seguente:
- Area scarsamente popolata, campagna o area a bassa densità di popolazione (1 - 1 000 abitanti): 22 comuni
- Piccolo centro rurale (1 001 - 20 000 abitanti): 357 comuni
- Città di media grandezza (20 001 - 50 000 abitanti): 39 comuni
- Grandi città (50 001 - 100 000 abitanti): 8 comuni
- Metropoli (più di 100 000 abitanti): 6 comuni

Da questa lista si evince che la maggior parte dei comuni finlandesi sono piccoli centri rurali.

## Città grandi e piccole
In Finlandia esiste un grande numero di città. Come detto, la maggior parte di esse è di piccole dimensioni. Helsinki è la città più grande della nazione, con 1,2 milioni di abitanti in tutto il suo distretto (che comprende anche le città di Espoo e Vantaa). Con tali dimensioni, raggiunge il livello di una città europea di medie dimensioni. Dopo di essa, i più grandi distretti sono quelli di Tampere e Turku. Altre città di ragionevoli dimensioni sono Oulu, Lahti e Jyväskylä. Le restanti città sono piccoli centri rurali. Nelle grandi città vi sono molte possibilità lavorative, istituti scolastici e ottimi trasporti pubblici. La vita culturale è attiva; da un punto di vista educativo, molti sono gli istituti universitari e i politecnici. Molte possibilità esistono inoltre per le attività relative al tempo libero. Tutto ciò contribuisce anche al benessere delle aree circostanti.

## Lista
In Finlandia ci sono 113 città. Nel 1977 è stata eliminata la differenza giuridica tra città e comuni, per cui al giorno d'oggi in Finlandia esistono giuridicamente solo comuni, sebbene alcuni di essi (i più grandi) siano comunemente chiamati città (kaupunki in finlandese, stad in svedese). Le città Ekenäs, Jakobstad, Karis, Kristinestad, Mariehamn, Närpes e Nykarleby sono le città di maggioranza svedofona.

## Città (anno di intitolazione)
- Akaa
- Alajärvi (1986)
- Alavus (Alavo in svedese) (1977)
- Anjalankoski (1977)
- Ekenäs (Tammisaari in finlandese) (1546)
- Espoo (Esbo in svedese) (1972)
- Forssa (1964)
- Haapajärvi (Aspsjö in svedese) (1977)
- Haapavesi
- Hamina (Fredrikshamn in svedese) (1653)
- Hanko (Hangö in svedese) (1874)
- Harjavalta (1977)
- Heinola (1839)
- Helsinki (Helsingfors in svedese) (1550)
- Huittinen (Vittis in svedese) (1977)
- Hyvinkää (Hyvinge in svedese) (1960)
- Hämeenlinna (Tavastehus in svedese) (1639)
- Iisalmi (Idensalmi in svedese) (1891)
- Ikaalinen (Ikalis in svedese) (1977)
- Imatra (1971)
- Jakobstad (Pietarsaari in finlandese) (1652)
- Joensuu (Non in uso: Åminne in svedese) (1848)
- Joutseno (2005)
- Juankoski (Raramente usato: Strömsdal in svedese)
- Jyväskylä (1837)
- Jämsä (1977)
- Jämsänkoski (1986)
- Järvenpää (Träskända in svedese) (1967)
- Kaarina (Sankt Karins in svedese)
- Kajaani (Kajana in svedese) (1651)
- Kalajoki
- Kankaanpää (1972)
- Kannus (1986)
- Karis (Karjaa in finlandese) (1977)
- Karkkila (Högfors in svedese) (1977)
- Kaskinen (Kaskö in svedese) (1785)
- Kauhajoki
- Kauhava (1986)
- Kauniainen (Grankulla in svedese) (1972)
- Kemi (1869)
- Kemijärvi (raramente usato: Kemi Träsk in svedese) (1973)
- Kerava (Kervo in svedese) (1970)
- Keuruu (Keuru in svedese) (1986)
- Kitee (Kides in svedese)
- Kiuruvesi
- Kokemäki (Kumo in svedese) (1977)
- Kokkola (Karleby in svedese) (1620)
- Kotka (1878)
- Kouvola (1960)
- Kristinestad (Kristiinankaupunki in finlandese) (1649)
- Kuhmo (1986)
- Kuopio (1782)
- Kurikka (1977)
- Kuusamo
- Kuusankoski (1973)
- Lahti (Lahtis in svedese) (1905)
- Laitila (Letala in svedese) (1986)
- Lappeenranta (Villmanstrand in svedese) (1649)
- Lapua (Lappo in svedese) (1977)
- Lieksa (1973)
- Lohja (Lojo in svedese) (1969)
- Loimaa (1969)
- Lovisa (Loviisa in finlandese) (1745)
- Mariehamn (Maarianhamina in finlandese) (1861)
- Mikkeli (Sankt Michel in svedese) (1838)
- Mänttä (1973)
- Naantali (Nådendal in svedese) (1443)
- Nilsiä
- Nivala
- Nokia (1977)
- Nurmes (1974)
- Nykarleby (Uusikaarlepyy in finlandese) (1620)
- Närpes (Näriö in finlandese)
- Orimattila
- Orivesi (1986)
- Oulainen (raramente usato: Oulais in svedese) (1977)
- Oulu (Uleåborg in svedese) (1605)
- Outokumpu (1977)
- Paimio (Pemar in svedese)
- Pargas (Parainen in finlandese) (1977)
- Parkano (1977)
- Pieksämäki (1962)
- Pori (Björneborg in svedese) (1558)
- Porvoo (Borgå in svedese) (1346)
- Pudasjärvi (2004)
- Pyhäjärvi
- Raahe (Brahestad in svedese) (1649)
- Raisio (1974)
- Rauma (Raumo in svedese) (1442)
- Riihimäki (1960)
- Rovaniemi (1960)
- Saarijärvi (1986)
- Salo (1960)
- Savonlinna (Nyslott in svedese) (1639)
- Seinäjoki (non usato: Östermyra in svedese) (1960)
- Somero
- Suonenjoki
- Suonenjoki (1977)
- Tampere (Tammerfors in svedese) (1779)
- Tornio (Torneå in svedese) (1621)
- Turku (Åbo in svedese) (1200-1300)
- Ulvila (Ulvsby in svedese)
- Uusikaupunki (Nystad in svedese) (1617)
- Vaasa (Vasa in svedese) (1606)
- Valkeakoski (1963)
- Vammala (1965)
- Vantaa (Vanda in svedese) (1974)
- Varkaus (1962)
- Viitasaari
- Virrat (Virdois in svedese) (1977)
- Ylivieska (1971)
- Ylöjärvi (2004)
- Ähtäri (Etseri in svedese) (1986)
- Äänekoski (1973)

## I più grandi distretti cittadini della Finlandia
Distretto cittadino (kaupunkiseutu) significa il comune centrale e quelli circostanti che sono con esso in stretti contatti. Il numero di abitanti del distretto cittadino dà un'idea realistica delle dimensioni delle città come nei casi, tra gli altri, di Helsinki e Kouvola.
| Posizione | Nome         | Regione                    | Popolazione (2003) | Previsione al 2030 |
| --------- | ------------ | -------------------------- | ------------------ | ------------------ |
| 1         | Helsinki     | Uusimaa                    | 1 216 308          | 1 391 199          |
| 2         | Tampere      | Pirkanmaa                  | 311 818            | 368 627            |
| 3         | Turku        | Varsinais-Suomi            | 295 600            | 329 101            |
| 4         | Oulu         | Ostrobotnia settentrionale | 199 140            | 244 319            |
| 5         | Lahti        | Päijät-Häme                | 169 091            | 181 407            |
| 6         | Jyväskylä    | Finlandia centrale         | 161 433            | 183 329            |
| 7         | Pori         | Satakunta                  | 138 702            | 134 307            |
| 8         | Kuopio       | Savo settentrionale        | 117 655            | 117 642            |
| 9         | Joensuu      | Carelia settentrionale     | 115 058            | 111 672            |
| 10        | Kouvola      | Kymenlaakso                | 97 818             | 94 910             |
| 11        | Vaasa        | Ostrobotnia                | 88 522             | 90 280             |
| 12        | Hämeenlinna  | Kanta-Häme                 | 88 495             | 94 961             |
| 13        | Kotka        | Kymenlaakso                | 87 844             | 85 768             |
| 14        | Lohja        | Uusimaa                    | 78 392             | 91 122             |
| 15        | Porvoo       | Uusimaa                    | 73 079             | 85 877             |
| 16        | Mikkeli      | Savo meridionale           | 72 192             | 66 537             |
| 17        | Lappeenranta | Carelia meridionale        | 69 718             | 73 432             |
| 18        | Rauma        | Satakunta                  | 67 072             | 63 068             |
| 19        | Salo         | Varsinais-Suomi            | 62 709             | 70 746             |
| 20        | Rovaniemi    | Lapponia                   | 61 840             | 58 932             |
| 21        | Kemi         | Lapponia                   | 61 589             | 55 194             |
| 22        | Seinäjoki    | Ostrobotnia meridionale    | 64 099             | 72 190             |
| 23        | Iisalmi      | Savo settentrionale        | 61 009             | 49 887             |
| 24        | Kajaani      | Kainuu                     | 58 795             | 50 542             |
| 25        | Kokkola      | Ostrobotnia centrale       | 52 252             | 50 848             |
| 26        | Savonlinna   | Savo meridionale           | 48 369             | 41 634             |
| 27        | Jakobstad    | Ostrobotnia                | 48 332             | 47 732             |
| 28        | Imatra       | Carelia meridionale        | 46 773             | 40 972             |
| 29        | Ekenäs       | Uusimaa                    | 43 480             | 45 877             |
| 30        | Riihimäki    | Kanta-Häme                 | 42 676             | 48 985             |

Fonte: kunnat.net.

## Statistica delle città
In una statistica sulle città finlandesi, il desiderio degli abitanti di trasferirsi in un'altra città è stato valutato con un valore da 4 (basso) a 10 (alto).
|     | Città        | Livello | Numero di abitanti |
| --- | ------------ | ------- | ------------------ |
| 1.  | Tampere      | 7,98    | 197 774            |
| 2.  | Jyväskylä    | 7,75    | 80 372             |
| 3.  | Turku        | 7,57    | 173 686            |
| 4.  | Kuopio       | 7,38    | 87 347             |
| 5.  | Oulu         | 7,31    | 123 274            |
| 6.  | Hämeenlinna  | 7,22    | 46 352             |
| 7.  | Naantali     | 7,16    | 13 360             |
| 8.  | Helsinki     | 7,14    | 559 718            |
| 9.  | Espoo        | 7,10    | 216 836            |
| 10. | Lahti        | 7,05    | 97 543             |
| 11. | Lappeenranta | 7,03    | 58 401             |
| 12. | Porvoo       | 6,95    | 45 403             |
| 13. | Savonlinna   | 6,93    | 27 660             |
| 14. | Vaasa        | 6,84    | 57 014             |
| 15. | Vantaa       | 6,76    | 179 856            |
| 16. | Mikkeli      | 6,75    | 46 612             |
| 17. | Joensuu      | 6,75    | 52 140             |
| 18. | Rovaniemi    | 6,71    | 35 188             |
| 19. | Seinäjoki    | 6,71    | 30 702             |
| 20. | Rauma        | 6,63    | 37 030             |

Media su tutte le città: 6,86
In aggiunta a quelle in elenco, hanno partecipato alla statistica anche (in ordine alfabetico): Hyvinkää, Järvenpää, Kajaani, Kemi, Kerava, Kokkola, Kotka, Kouvola, Lohja, Jakobstad, Pori, Raahe, Salo e Varkaus.
Le città sono state analizzate più nel dettaglio usando nove fattori di differenziazione. L'offerta di lavoro, le possibilità di studio e un'offerta culturale diversificata risultano migliori a Helsinki. Ubicazione, possibilità di praticare hobby ed efficienza dei servizi comunali sono migliori a Tampere. Piacevolezza dell'ambiente residenziale e per la crescita dei bambini hanno la meglio a Jyväskylä, mentre Espoo risulta la città con il più veloce sviluppo economico.

### Mal di vivere nelle grandi città finlandesi
Oltre per il benessere e la prosperità, le grandi città finlandesi sono caratterizzate anche da frequenti problemi sociali. Si può generalizzare dicendo che più grande è la città, più fortemente sentito è il mal di vivere.
La Confederazione dei comuni finlandesi (Suomen Kuntaliitto) ha pubblicato nel 2004 una ricerca sul mal di vivere nelle più grandi città finlandesi negli anni 2000, usando dieci diversi indicatori. Secondo tale ricerca, nelle città finlandesi con più di 40 000 abitanti si sono presentati frequenti problemi sociali, così come mostrato nell'elenco qui sotto. La città con il più alto valore di mal di vivere, Jyväskylä, supera del 40% la ben più grande città di Espoo in termini di problemi sociali.
I problemi sociali sono stati analizzati in base ai seguenti indicatori:
- sussidi di sussistenza verso il cittadino
- percentuale di nuclei abitativi che vivono in ristrettezze rapportato al numero totale di nuclei abitativi
- percentuale di disoccupazione rapportata alla forza lavoro
- percentuale di disoccupati a lungo termine
- numero di crimini contro la proprietà denunciati ogni 10 000 abitanti
- numero di crimini violenti denunciati ogni 10 000 abitanti
- vendita di alcool puro, litri per persona maggiorenne (18 anni compiuti)
- interruzioni di gravidanza ogni 1 000 donne tra 15 e 49 anni
- numero di bambini e adolescenti assegnati a nuova famiglia ogni 1 000 persone tra 0 e 17 anni
- percentuale di indebitamento relativo della città

| Posizione per il mal di vivere | Città        | Posizione per dimensioni |
| ------------------------------ | ------------ | ------------------------ |
| 1                              | Jyväskylä    | 9.                       |
| 2                              | Helsinki     | 1.                       |
| 3                              | Lahti        | 7.                       |
| 4                              | Turku        | 5.                       |
| 5                              | Kotka        | 13.                      |
| 6                              | Joensuu      | 14.                      |
| 7                              | Pori         | 10.                      |
| 8                              | Vantaa       | 4.                       |
| 9                              | Oulu         | 6.                       |
| 10                             | Vaasa        | 12.                      |
| 11                             | Mikkeli      | 16.                      |
| 12                             | Lappeenranta | 11.                      |
| 13                             | Kuopio       | 8.                       |
| 14                             | Tampere      | 3.                       |
| 15                             | Hämeenlinna  | 15.                      |
| 16                             | Hyvinkää     | 18.                      |
| 17                             | Porvoo       | 17.                      |
| 18                             | Espoo        | 2.                       |

## Variazioni nella popolazione
Nei prossimi decenni è prevista una variazione nel numero di abitanti principalmente nei quattro più grandi distretti cittadini, soprattutto a Helsinki e nelle vicine città di Lohja e Porvoo. I Finlandesi delle regioni occidentali si trasferiscono dalle cittadine costiere verso Turku e dalla Finlandia centrale verso Tampere. La popolazione delle province della Lapponia e di Oulu si concentra ad Oulu. Anche i più piccoli centri, come Jyväskylä, Seinäjoki e Salo, attirano abitanti dai distretti circostanti. Quanto più velocemente una città cresce, più attraente diventa, dal momento che i servizi e l'offerta culturale aumentano.
È possibile affermare che i distretti cittadini in crescita sono accomunati da una buona offerta di lavoro e servizi, trasporti pubblici e locazione conveniente. Principalmente sono le aree dell'angolo sud-ovest della nazione a crescere, sebbene vi sia l'evidente eccezione di Oulu, che, grazie anche ad alcune decisioni politiche, è diventata la locomotiva della Finlandia settentrionale
Le città in decrescita non sono riuscite ad attrarre abitanti. Queste sono spesso locate ai bordi dei grandi centri delle parti settentrionali e orientali della nazione, alcune anche più a sud e in prossimità della costa. Esse hanno avuto nel loro periodo di successo buoni punti di partenza, come industrie della carta o presenza di centri di scambio ferroviari, ma con il cambio delle circostanze lavorative non sono riusciti ad attrarre nuove aziende né abitanti.

### Centri in crescita
- Helsinki
- Jyväskylä
- Lohja
- Oulu
- Porvoo
- Salo
- Seinäjoki
- Tampere
- Turku

### Centri in decrescita
- Iisalmi
- Imatra
- Kajaani
- Kemi
- Kokkola
- Kouvola
- Mikkeli
- Jakobstad
- Pori
- Rauma
- Savonlinna